# Beyond Inclusion
Pour plus de détails, voir Fiche technique et Distribution.
Beyond Inclusion (littéralement, « Au-delà de l'inclusion ») est un court-métrage dramatique américain écrit, coproduit et réalisé par Ryan Commerson, sorti en 2016.

## Synopsis
Dans le proche futur aux États-Unis, un Sourd Ash (Nyle DiMarco) et Tavi (Katie Folger) discutent dans un café sur la loi historique qui, grâce aux défenseurs de l'Americans with Disabilities Act (ADA) clamant les droits de la diversité humaine, vient d'éliminer le mot « handicapé » et sur le progrès de la technologie leur permettant d'avoir des communications sérieuses.

## Fiche technique
- Titre original : Beyond Inclusion
- Réalisation : Ryan Commerson
- Scénario : Ryan Commerson
- Photographie : Ruan Du Plessis
- Montage : Bradley Gantt
- Production : Ryan Commerson, Lauren Kinsler et Toj Mora
- Société de production : Communication Service for the Deaf
- Société de distribution : Communication Service for the Deaf
- Pays d'origine :  États-Unis
- Langue originale : anglais et langue des signes américaine
- Format : couleur - Dolby Pro Logic II
- Genre : drame
- Durée : 9 minutes
- Date de sortie : États-Unis : 14 avril 2016

## Distribution
- Nyle DiMarco : Ash
- Katie Folger : Tavi
- Laura Tollin : Marisa
- Anthony M. Johnson Jr. : Carter
- Anthony M. Johnson Sr. : le père de Carter
- Olivia Jimenez : Anna
- Pedro Villarreal : Pedro
- Nguyen Stanton : Valentina
- Larry Smith : Jeremiah
- Paul Grubb : Buddy
- Shanna Hussey : Mallory

## Production

### Développement
Communication Service for the Deaf (CSD), une forte organisation du défenseur des droits de la communauté des Sourds, des Malentendants et des Sourds-Aveugles, met en vedette le mannequin et acteur Nyle DiMarco — lui-même militant sourd, doublement vainqueur des émissions américaines America Next Top Model et Dancing with the Stars, et l'actrice Katie Folger dans ce court-métrage.

### Tournage
Ryan Commerson et son équipe ont filmé à Austin dans le Texas.

## Accueil

### Sortie
L'association Communication Service for the Deaf (CSD) lance son premier court-métrage, le 14 avril 2016, sur internet.